# Ser lechicki
Ser lechicki − rodzaj sera żółtego podpuszczkowego, dojrzewającego, który jest produkowany z krowiego mleka. Ser jest produkowany w formie kul o masie ok. 2 kg i średnicy 15 cm. Oczka są wielkości ziaren grochu, dość liczne, owalne. Okres dojrzewania to 10-12 tygodni. Ser lechicki ma smak pikantny, lekko kwaśny, z czasem traci kwaskowość.
Ser lechicki jest produkowany w byłych krajach ZSRR. Znany dawniej również pod nazwą litewski i nowogródzki, co było związane z miejscem produkcji.

## Historia
Ser powstał w połowie XIX wieku, gdy w okolice Nowogródka sprowadzony został holenderski serowar. Po jego wyjeździe miejscowi pomocnicy próbowali kontynuować produkcję, ale wprowadzone zostały pewne modyfikacje. W efekcie powstał ser o ostrzejszym smaku.
W okresie międzywojennym produkcja sera lechickiego stanowiła ponad 30% ogólnokrajowej produkcji serów w Polsce.